# Druentica alsa
Druentica alsa är en fjärilsart som beskrevs av William Schaus 1910. Druentica alsa ingår i släktet Druentica och familjen Mimallonidae. Inga underarter finns listade i Catalogue of Life.